# Jean-Léonard Lugardon
Jean-Léonard Lugardon, né le 30 septembre 1801 à Genève, et mort le 16 août 1884 à Genève, est un artiste peintre suisse.

## Biographie
Jean-Léonard Lugardon est le fils d'Albert Lugardon, horloger, et de Catherine Duboule, marchande de mode et de soieries.
Il prend des cours de dessin à la Société des Arts de Genève, avant d'être l'élève d'Antoine-Jean Gros à Paris, de 1820 à 1822, et d'Ingres à Florence entre 1823 et 1825; il séjourne ensuite à Rome entre 1826 et 1829.
Peintre d'histoire, de scènes de genre et de portraits, il a exposé à Genève à partir de 1823. En 1824, il est lauréat du concours de peinture d'histoire nationale.
Il est présent aux Salons du Louvre dès 1827. Le roi Louis-Philippe lui fait des commandes. Il participe à des expositions en Suisse et à l'étranger.
De 1836 à 1843, il est directeur de l'École de la Figure, une section des Écoles de Dessin de Genève. Barthélemy Menn sera l'un de ses élèves.
Il est par ailleurs membre de la Société des Arts (1844) et de l'Institut national genevois (1853).
Il a épousé Suzanne Paschoud et ils ont eu pour fils le peintre Albert Lugardon (1827-1909).
Il est mort le 16 août 1884 à Genève.

## Galerie

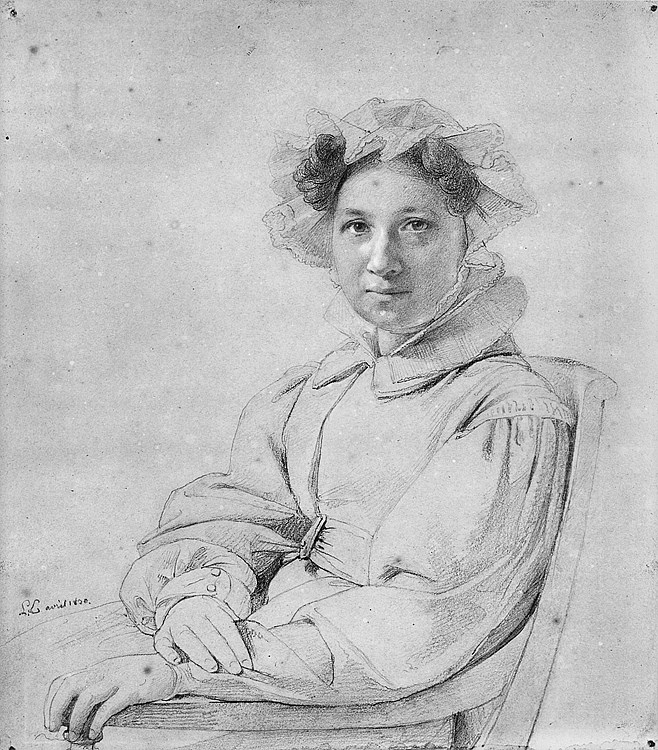
Portrait d'une femme assise, en 1830.
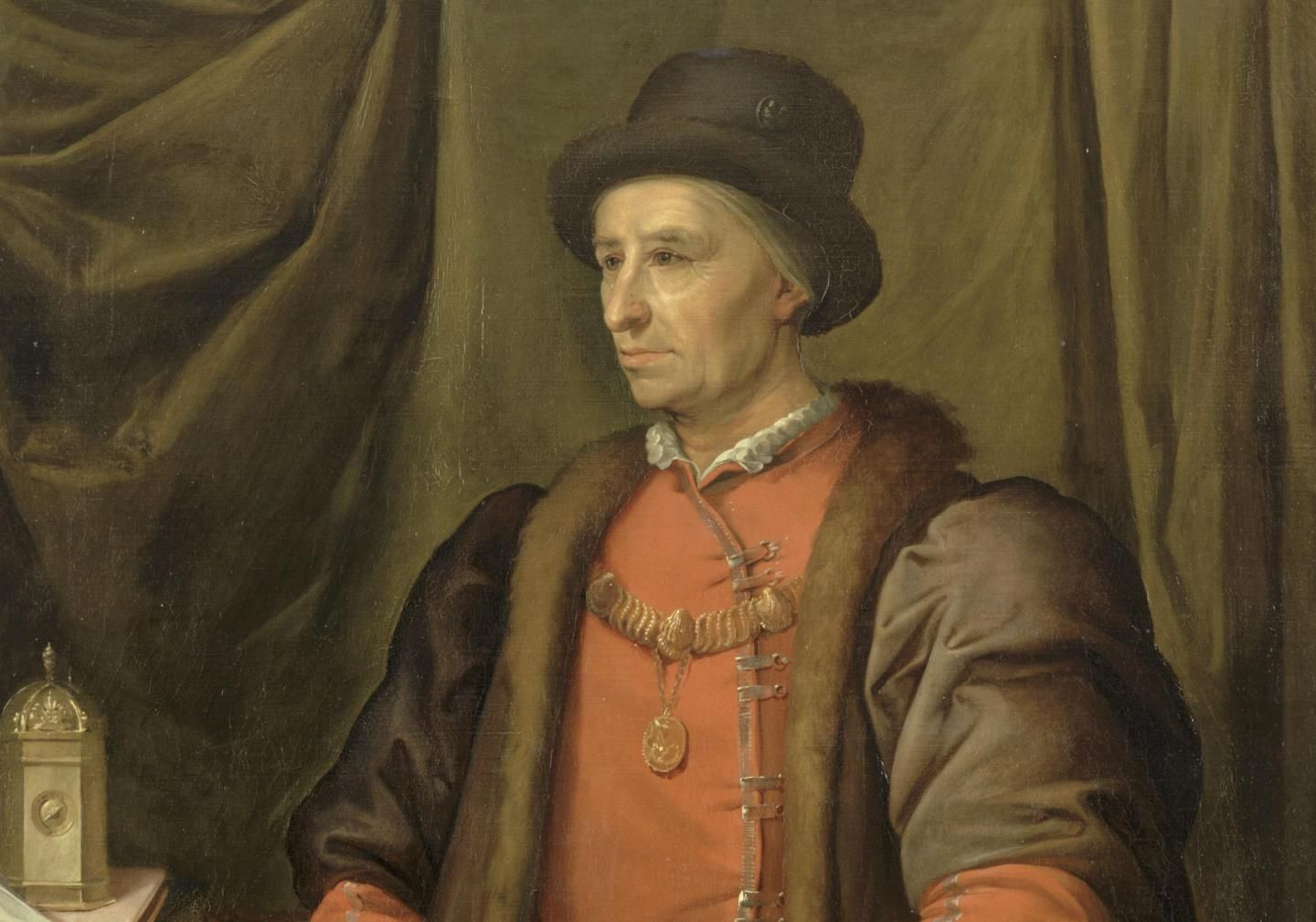
Louis XI, roi de France (1423-1483), peinture de 1836.
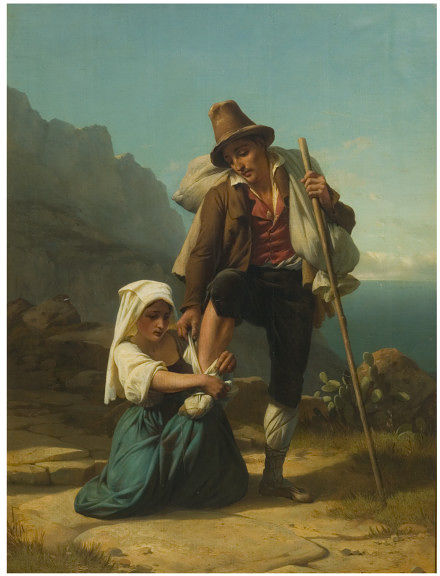
Peinture, vers 1850.
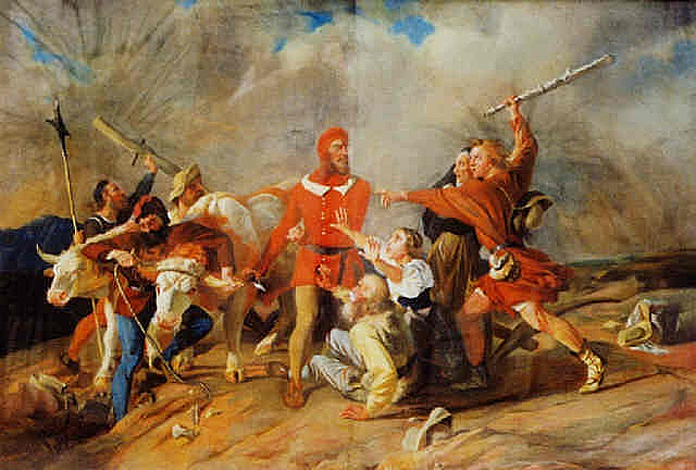
L'attaque des brigands, peinture de 1866.
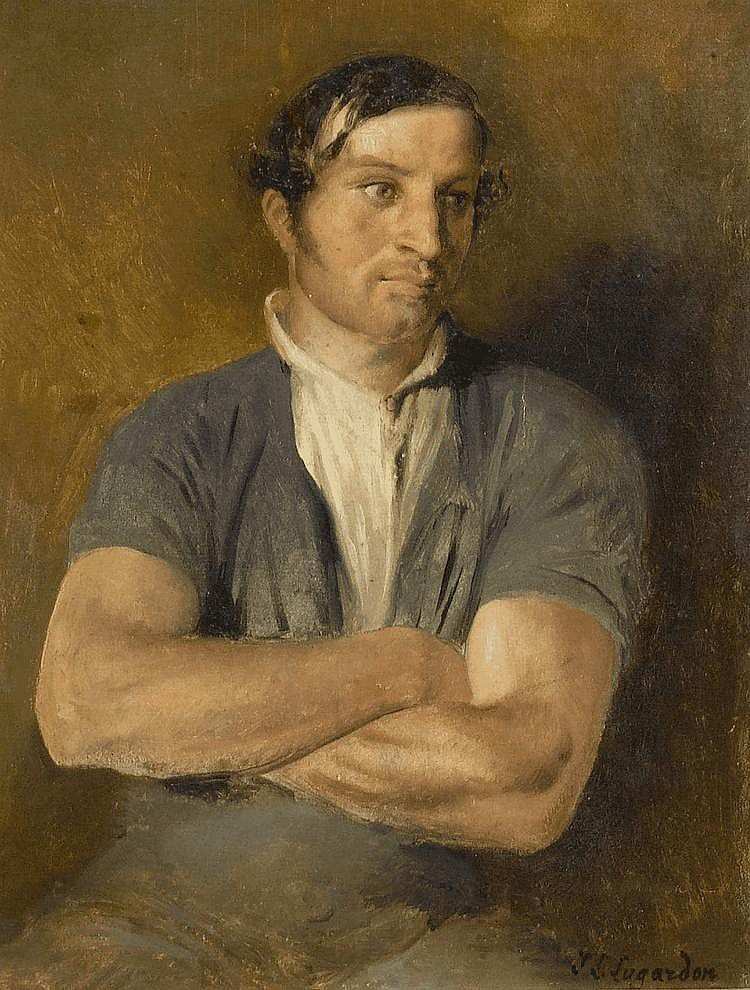
Berner Senn, peinture non datée.